# Tewa (transnovogvinejski jezik)
Tewa jezik (ISO 639-3: twe), transnovogvinejski jezik kojim govori oko 5 000 ljudi (Wurm and Hattori 1981) u centralnom dijelu otoka Pantar u Indoneziji (Mali sundski otoci). Zajedno s još pet drugih jezika pripada pantarskoj podskupini, šira alorsko-pantarska skupina.
Ima tri dijalekta, deing, madar i lebang.

## Vanjske poveznice
- Ethnologue (14th)
- Ethnologue (15th)